# صیدمرادخان زند
صِیدمُراد خان زند (درگذشته ۱۴ شعبان ۱۲۰۳ قمری)، فرزند خدامراد خان و هشتمین فرمانروای دودمان زند ایران بود.
در زمان علیمرادخان زند پایتخت زندیان به اصفهان منتقل گردید و او به عنوان والی شیراز برگزیده شد. پس از درگذشت علیمراد خان در ۱۱۹۹ ه‍. ق، جعفرخان زند با کنار زدن رقیبان به فرمانروایی زندیان رسید. ۴ سال بعد صیدمراد خان با کشتن جعفر خان در پنجشنبه ۲۵ ربیع‌الثانی ۱۲۰۳ ه‍.ق برای کمتر از ۴ ماه در شیراز به قدرت رسید. سرانجام در ۱۴ شعبان ۱۲۰۳ ه‍. ق، به دست لطفعلیخان زند (فرزند جعفرخان) کشته شد.